# هيلين بوفير
هيلين بوفير (بالفرنسية: Hélène Bouvier)‏ هي مغنية أوبرا ومغنية فرنسية، ولدت في 20 يونيو 1905 في باريس في فرنسا، وتوفيت في 11 مارس 1978.

## وصلات خارجية
- هيلين بوفير على موقع ميوزك برينز (الإنجليزية)
- هيلين بوفير على موقع ديسكوغز (الإنجليزية)